# Suzuki Hayabusa
Suzuki GSX 1300R Hayabusa – sportowo-turystyczny motocykl firmy Suzuki, wprowadzony na rynek w roku 1999. Nazwa „Hayabusa” pochodzi od japońskiego określenia najszybszego zwierzęcia świata – sokoła wędrownego. Wyposażony jest w rzędowy czterocylindrowy silnik o pojemności 1340 cm3 i wielokrotnie uznawany był za najszybszy seryjny motocykl świata, dopóki producent nie zdecydował się na obniżenie jego osiągów w 2001 roku. Jednoznacznie przeznaczenia motocykla nie można zdefiniować. Przeznaczenie sportowo-turystyczne nie jest tak oczywiste, gdyż pozycja kierowcy wymusza pochylenie sportowe. Jednocześnie jego masa i gabaryty dyskwalifikują go jako motocykl stricte sportowy i tu pola ustępuje modelowi GSX-R 1000. Hayabusa jest sztandarowym modelem marki Suzuki. Z tego samego silnika co w modelu GSX1300R korzysta też model B-King z tym, że moc i moment obrotowy w tym modelu zostały zredukowane do wartości nieco niższych. 

## Druga generacja
W 2008 roku światu ukazała się II wersja tego motocykla. Została zmieniona charakterystyka silnika, który dysponuje mocą 213 KM z doładowaniem SRAD. Jednak ta moc jest tylko na wale, po uwzględnieniu wszystkich strat na skrzyni biegów końcowa moc na kole to maksymalnie 175 KM. Zmienił się wygląd zewnętrzny, jak i gruntownie przebudowano samą jednostkę napędową, zaopatrując ją w niezwykle nowoczesny i wydajny system zasilania. Motocykl dysponuje potężnym momentem obrotowym wynoszącym 155 Nm dostępnym już przy 7200 obr./min. Pozwala to na dynamiczną jazdę praktycznie na każdym biegu, o ile obrotomierz wskazuje wartość wyższą niż 3000 obr./min. Od 2012 roku wyposażony w ABS.
Pierwsze egzemplarze znane były z olbrzymich przekłamań licznika, który pokazywał prędkości rzędu nawet 340–360 km/h podczas gdy motocykl jechał z prędkościami rzędu ok. 290 km/h.
Według pomiaru GPS fabryczna Hayabusa nie osiąga 300 km/h